# Acer taggarti
Acer taggarti — вимерлий вид клена, описаний на основі низки викопних листків і крилаток. Вид відомий з міоценових відкладень, відкритих у центральному Орегоні, США. Це один із кількох вимерлих видів, що належать до живої секції Rubra.

## Опис
Листки A. taggarti прості за будовою, з ідеально актинодромною жилковою структурою та мають асиметричний яйцюватий контур. Асиметрія призводить до того, що основи листя мають серцеподібну та округлу форму з обох боків 0.9–1.4 см листкової ніжки. Листя має три-п'ять лопатей, хоча зазвичай вони трилопатеві. Верхньо-середні бічні частки мають принаймні дві третини довжини середньої частки, тоді як крайні бічні частки малі, якщо вони присутні. Загальний розмір листя становить приблизно від 2.5 см до приблизно 6 см, а ширина — від 3.2 до 7.5 см. Листки мають від трьох до п'яти вторинних жилок, які відходять від самих апікальних первинних жилок, і від трьох до п'яти пар середніх вторинних жилок, що проходять між частками. Є жилки третього порядку, а жилки четвертого порядку утворюють структуру з неправильних багатокутників. Жилки п'ятого порядку в скам'янілостях не збереглися.
Плід — крилатка з горішком біля основи і крильцем, що йде вгору від горішка. Довжина еліптичного горішка становить 0.6–1.2 см. Крила мають довжину від 2.2 до 3.5 см з прямим верхнім краєм, який широко вигинається до верхівки крила, а дистальний край утворює широку v-подібну борозну. Чейні та Аксельрод припустили, що плоди належали до секції Acer Saccharina, але Вулф і Танаї зауважили, що відсутність сітчастого жилкування на горішку виключає таке розміщення, і помістили плоди до секції Acer Rubra. Багато плодів демонструють неправильні складки на горішку, які, на думку Вулфа і Танаї, були результатом тонкого ендокарпію.